# Stretto

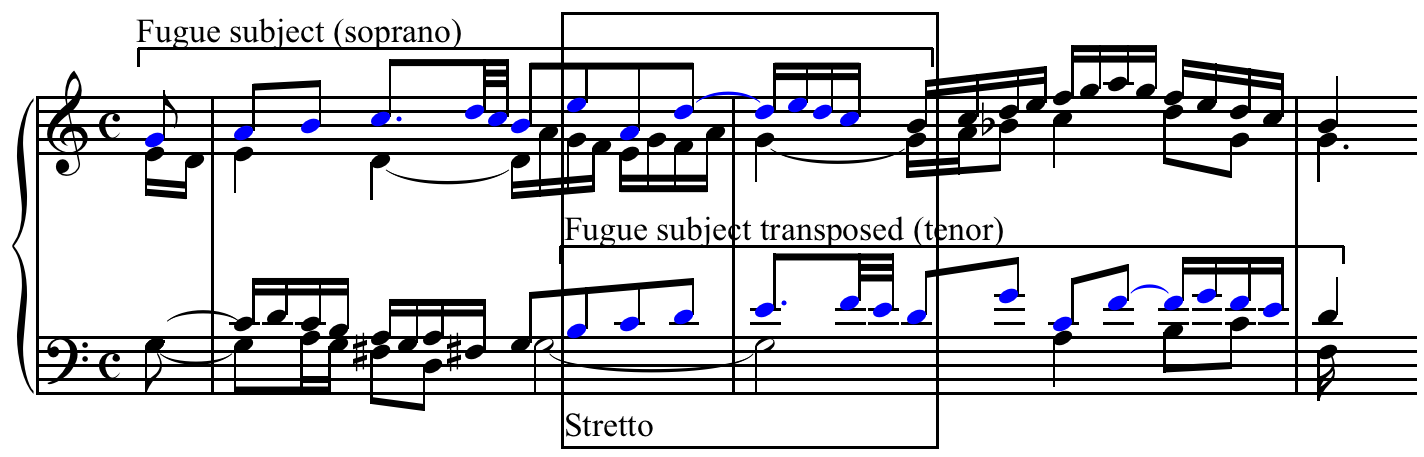
Stretto – J.S. Bach, Fuga C-dur (BWV 846) z Das Wohltemperierte Klavier tom I

Stretto (wł. ścieśniając) – w muzyce polifonicznej wejście tematu w nowym głosie przed jego zakończeniem w głosie poprzednim .
Jest to ostatnie przeprowadzenie imitacyjne tematu i odpowiedzi w utworze polifonicznym, mające charakter kadencyjny. W zależności od liczby głosów, w których równocześnie temat się zazębia, rozróżnia się stretto 2-, 3- i więcejgłosowe.
Istotą stretta jest maksymalne skupienie imitacji kanonicznej, nawet kosztem modyfikacji formy podstawowej tematu i odpowiedzi poprzez ich dyminuncję czy augmentację.
Stretto stosowano w różnych formach polifonicznych (np. w fudze, ricercarze) i polifonizujących (np. w fugetcie, fugacie). Jest z zasady punktem kulminacyjnym fugi .
Drugie znaczenie tego określenia: Stretto lub stretta oznacza również rodzaj cody o charakterze przyspieszającym, zwłaszcza w większych formach muzycznych, jak symfonia czy opera. 